# Вервик (Мејн)
Вервик (енгл. Berwick) насељено је место без административног статуса у америчкој савезној држави Мејн.

## Демографија
По попису из 2010. године број становника је 2.187, што је 194 (9,7%) становника више него 2000. године.
| Група             | 2000.         | 2010.         |
| Белци             | 1.909 (95,8%) | 2.045 (93,5%) |
| Афроамериканци    | 17 (0,9%)     | 14 (0,6%)     |
| Азијати           | 22 (1,1%)     | 44 (2,0%)     |
| Хиспаноамериканци | 15 (0,8%)     | 31 (1,4%)     |
| Укупно            | 1.993         | 2.187         |